# Kim Yong-chol
Kim Yong-chol (P'yŏngan Settentrionale, 1946) è un generale e politico nordcoreano, attuale Vicepresidente del Comitato centrale del Partito del Lavoro di Corea con delega agli affari sudcoreani e direttore del Dipartimento del Fronte Unito, dal febbraio 2009 al gennaio 2016 è stato direttore dell'Ufficio di ricognizione generale, il servizio d'intelligence primario della Corea del Nord.
il 24 aprile 2019, la Yonhap News Agency ha riportato la notizia secondo cui la Corea del Nord avrebbe rimosso Kim Yong-chol dalla direzione del Dipartimento del Fronte Unito.

## Biografia
Kim nel 1962 ha servito nella 15ª Divisione, una compagnia di polizia civile addetta alla sorveglianza della Zona demilitarizzata coreana. Nel 1968 è stato nominato come ufficiale di collegamento alla United Nations Command, Military Armistice Commission, Korea la commissione delle nazioni unite adibita al controllo dei termini dell'armistizio tra le due coree siglato nel 1953. Nel 1976, è stato nominato comandante di una divisione del Comando della guardia suprema. Nel 1990 è stato promosso a Maggior generale ed è divenuto vice-direttore del Ministero delle forze armate popolari e del suo ufficio di ricognizione. Nel 1998 è stato eletto deputato alla 10ª Assemblea popolare suprema e di nuovo nel 2003 nella 11ª.
nel 2009, è stato nominato direttore dell'Ufficio di ricognizione generale e vice-capo del Dipartimento dello stato maggiore generale dell'Armata del popolo coreano. È stato eletto anche nuovamente come deputato alla 12ª Assemblea popolare suprema. Nel 2010, è stato promosso a Colonnello generale, ed inoltre è stato eletto nella Commissione militare centrale del Partito del Lavoro di Corea e al 6° Comitato centrale del Partito del Lavoro di Corea. È stato un membro del comitato funebre di Jo Myong-rok. Nel 2011, è stato membro anche del comitato funebre di Kim Jong-il.
nel 2012 è stato promosso a Generale. Nel 2014, è stato eletto deputato nuovamente alla 13ª Assemblea popolare suprema e ha servito nel comitato funebre di Jon Pyong-ho.
nel maggio 2016, è stato eletto nel 7° Comitato centrale del Partito del Lavoro di Corea. È stato eletto anche nel politburo del partito, nella Commissione militare centrale e come Vicepresidente del Partito del Lavoro di Corea. È stato nominato come direttore del Dipartimento del Fronte Unito e ha servito nei comitati funebri di Kang Sok-ju e Ryu Mi-yong, ed è stato eletto nel Presidium dell'Assemblea popolare suprema.
il 24 aprile 2019, la Yonhap New Agency ha riportato la notizia della sua destituzione da direttore del Dipartimento del Fronte Unito.
Kim è stato scelto come membro della delegazione olimpica della Corea del Nord alla cerimonia di chiusura degli XXIII Giochi olimpici invernali tenutasi il 24 febbraio 2018. La sua presenza ha destato controversie a causa delle accuse rivolte al suo ruolo nell'orchestrare l'Affondamento della Cheonan nel 2010 che provocò la morte di 46 marinai. In un articolo dell'Hangook libo il giornale ha avvertito che la presenza di Yong-chol avrebbe potuto portare a "onde impetuose" nella penisola coreana, ciò nonostante i giochi si sono chiusi senza incidenti di ogni sorta.
il 30 maggio, Kim ha volato verso New York dalla Cina per incontrarsi con il Segretario di Stato degli Stati Uniti d'America Mike Pompeo per parlare riguardo al Vertice tra gli Stati Uniti e la Corea del Nord. È stato ospitato in un complesso residenziale della delegazione USA alle Nazioni Unite per discussione molto "private" con le controparti statunitensi. In seguito ha viaggiato verso la Casa Bianca per incontrarsi con il presidente Donald Trump il 1º giugno 2018. Durante questo incontro, ha portato a Trump una lettera di Kim Jong-un. Poiché la Corea del Nord era sotto sanzioni economiche ha dovuto rinunciare ad un viaggio.
Ciò nonostante nel luglio 2020, è stata riportato la notizia di una menzione di Yong-chol nel Rodong Sinmun in un articolo riguardo alle relazioni tra Corea del Nord e Corea del Sud lavoro svolto da Yong-chol con Kim Yo-jong la sorella di Kim Jong-un. Inoltre prima dell'articolo il 24 giugno 2020, Kim Yong-chol aveva condannato le parole del ministro della difesa sudcoreano quando ha chiesto "sforzi reciproci" per ridurre le tensioni tra le due Coree. Entrambi i rapporti mostrano che nonostante i problemi del vertice di Hanoi ha ancora quello che sembra essere un rapporto dignitoso con Kim Jong-un.